# FCC Austria
Die FCC Austria Abfall Service AG ist ein österreichisches Abfallentsorgungsunternehmen mit Hauptsitz in Himberg (Österreich), das Dienstleistungen für Kommunen, Industrie-, Gewerbe- und Einzelhandelsunternehmen sowie für Einzelpersonen in den Bereichen Ressourcenmanagement und Bürgerdienste erbringt.

## Geschichte
Das Unternehmen A.S.A. Abfall Service AG wurde 1988 in Himberg (Österreich) durch die Österreichische Industrieholding AG (ÖIAG) gegründet. Erste Anlage war die Großsortieranlage in Asten bei Linz.
1993 wurde die Firma an die Électricité de France verkauft, und das Geschäftsfeld auf die CEE-Länder ausgeweitet. 1997–2001 führte A.S.A. das Großprojekt der Sanierung der Kiener-Deponie in Oberösterreich durch. 1999 wurde sie durch 50%-Beteiligung bei der Firma Killer Marktführer bei gefährlichen Abfällen in Österreich. 2001 wurde der Zentralstandort in Himberg eröffnet. Es folgten die Errichtung der mechanisch/biologische Behandlungsanlage in Halbenrain (2003), und der Produktionsanlagen Himberg und Tainach (beide 2004), und Übernahmen von Firmen wie  Lobbe, Wölger und Peinhopf.
2005/06 wurde die A.S.A. an den spanischen Konzern FCC Fomento de Construcciones y Contratas weiterverkauft. 2007 wurden die Müllverbrennungsanlage Zistersdorf und ein neuer Großstandort in Linz errichtet, und die Firma Kreindl in Freistadt übernommen.
2015/17 folgte die vollständige Integration in die FCC-Gruppe, mit Umbenennung und Rebranding von A.S.A. in FCC Environment CEE für die Osteuropa-Niederlassungen, und FCC Austria für Österreich. Himberg ist weiterhin die Zentrale für die Osteuropa-Filialen.

## Serviceleistungen
- Logistikdienstleistungen wie Sammlung und Transport von Abfällen sowie die damit verbundene fachgerechnte Entsorgung
- Abfallbehandlung und Recycling, Entsorgung, Kommunale Dienstleistungen wie die ganzjährige manuelle und maschinelle Straßenreinigung und Pflege von Grünanlagen
- Serviceleistungen für Industrie, Handel und Gewerbe (Outsourcing, Facility Services etc.), Beseitigung von Umweltbelastungen, Consulting und Engineering
- Dienstleistungen für Privatkunden, wie Container- und Muldenverleih, Entrümpelungen oder Abbruch und Demontagen
- Altlastsanierung von alten städtischen Lagern, Industrielagern sowie von gefährlichen Abfall, kontaminierten Böden und Grundwasser usw.
- Consulting und Engineering

## Daten

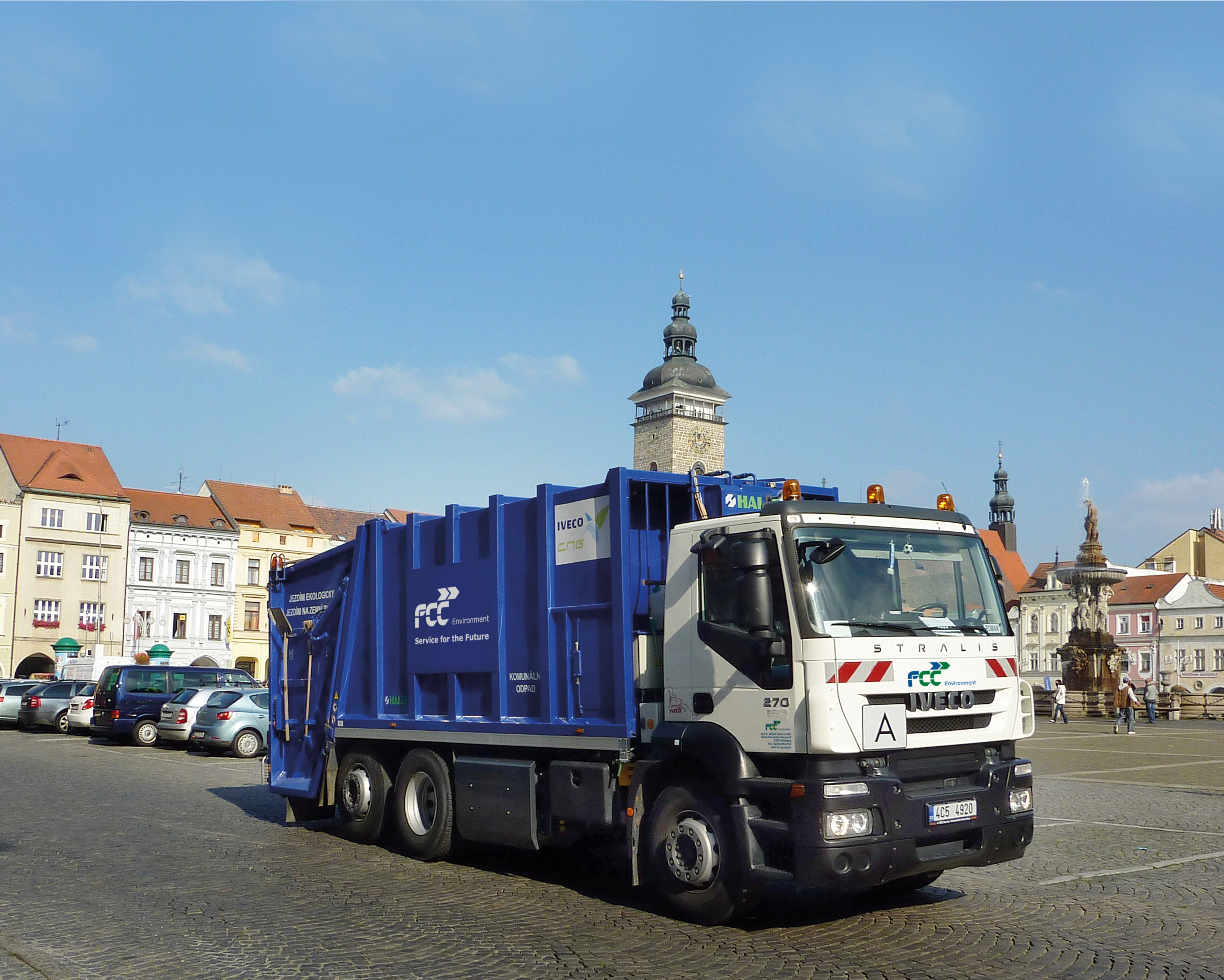
Lkw der Unternehmensgruppe in České Budějovice.

Die A.S.A.-Gruppe ist in den meisten Ländern in Zentral- und Südosteuropa (Österreich, Tschechische Republik, Slowakei, Ungarn, Polen, Rumänien, Bulgarien, Serbien) aktiv und entsorgt Abfälle von 51.500 (2018) Kunden aus Unternehmen und Großindustrie.
Insgesamt kümmert sich das Unternehmen um die Abfälle von rund 4,9 Millionen Einwohnern aus mehr als 1379 Gemeinden. Im Jahr 2013 erwirtschaftete das Unternehmen einen Umsatz von 444,6 Mio. € und beschäftigte in den acht Ländern seiner Geschäftstätigkeit 4416 Mitarbeiter. Jährlich bereitet das Unternehmen etwa eine halbe Million Tonnen Sekundärrohstoffe für das weitere Recycling auf.